# اورخوفکا
اورخوفکا (روسی: Ореховка) یک رودخانه در سرزمین پریمورسکی کشور روسیه است.